# 道の駅おといねっぷ
道の駅おといねっぷ（みちのえき おといねっぷ）は、北海道中川郡音威子府村にある国道275号の道の駅である。

## 概要
北海道で一番小さな村に位置する道の駅。施設内には木材がふんだんに使用されている。
2017年（平成29年）12月、人手不足や経営難を理由にレストランと売店が閉店し、一時はトイレしか使えない道の駅となっていた。音威子府村は道の駅再建を計画したが後継者が見つからず、2019年（令和元年）5月、音威子府村職員だった男性が転身し、食堂と売店を復活させた。
2025年（令和7年）1月、同年開通の音威子府バイパス（音威子府インターチェンジ）の最寄りの施設となることを踏まえ、村は公募型プロポーザル方式による管理・運営委託事業を前提とした事業者の募集を開始。同年3月4日、新たな運営者候補を選んだことを明らかにした。同年7月22日、コンビニエンスストアチェーン「セイコーマート」を運営するセコマが新たな運営者となる事が発表された。

## 歴史
- 1988年（昭和63年）10月 - 「レストハウス チニタ」として開業[1]。
- 1993年（平成5年）4月22日 - 道の駅の指定を受ける。
- 2002年（平成14年） - 「麺屋 一富士」がオープン[1]。
- 2017年（平成29年）12月 - レストランと売店が閉店し、トイレのみの道の駅となる[1]。
- 2019年（令和元年）5月1日 - お食事処「天北龍」及び売店がオープン[1][2]。

## 主な施設
- 駐車場
  - 普通車：27台
  - 大型車：7台
  - 身障者用：2台
- トイレ（いずれも24時間利用可能）
  - 男：大 3器 小 6器
  - 女：6器　小児男子用：1器
  - 身障者用：2器
- 公衆電話：1台
- 売店
- レストラン天北龍
- 無料休憩所

## 休館日
- 毎週火曜日[1]
- 年末年始（12月29日 - 1月4日）

※臨時休館あり

## アクセス
国道40号と国道275号の分岐点に位置している。
- 国道40号
- 国道275号

## 周辺
- 天塩川
- 音威子府駅
- 音威子府村役場
- 北海道おといねっぷ美術工芸高等学校
- 音威子府村立音威子府小中学校[6]
- 音威富士スキー場[7]